# Carlo Capriata
Carlo Capriata war ein italienischer Dokumentarfilmer und Filmregisseur.
Capriata brachte seit 1941 in langen zeitlichen Abständen und mit einem Schwerpunkt zu Beginn der 1950er Jahre einige Dokumentarfilme in die Kinos – sieben bis zu seinem letzten im Jahr 1972 – und versuchte sich 1963 einmal als Spielfilmregisseur, Drehbuchautor und Editor eines eigenen Filmes. Drei Jahre später drehte er für einen Agentenfilm Unterwasserszenen und 1967 als Regisseur des zweiten Stabes einige Szenen für Pasquale Festa Campanile.

## Filmografie (Auswahl)
- 1941: Sotto i sacchi di sabbia
- 1949: Placido inverno
- 1952: Il paese delle uomini formica
- 1952: Ai confini del Sahara
- 1953: Conquista dell'invisibile
- 1955: Avventura nel bosco
- 1963: Un angelo per Ribot (Spielfilm)[3]
- 1972: La nostra casa